# RM (rappare)
Kim Nam-Joon (hangul: 김남준), mer känd under artistnamnet RM (hangul:알엠), född 12 september 1994 i Goyang, är en sydkoreansk rappare, låtskrivare och musikproducent. Han är ledare och medlem i det sydkoreanska pojkbandet BTS sedan gruppen debuterade 2013. Som låtskrivare och musikproducent har han 180 låtar registrerade hos Korea Music Copyright Association.
Kim Nam-Joon debuterade under namnet Rap Monster men bytte till RM i september 2017. Han har ännu inte bestämt vad hans nya namn står för, men det kan symbolisera många saker, exempelvis: Real Me (riktiga jag).
År 2015 släppte han sitt första soloalbum, RM. Han har jobbat med artister som Wale, Warren G, Fall Out Boy och Lil Nas X. I oktober 2018 släppte RM sitt andra soloprojekt, Mono. Spellistan, som RM kallar den, har nått 114 ettor på iTunes Top Album Chart världen över, vilket är rekordet för en asiatiskt soloartist. Mono gav honom även förstaplatsen på Billboards Emerging Artists-topplista.

## Diskografi

### Singlar
| År   | Titel                            | Topplacering          |
| År   | Titel                            | Sydkorea (Gaon Chart) |
| ---- | -------------------------------- | --------------------- |
| 2015 | "Bucku Bucku" (av MFBTY)         | —                     |
| 2015 | "ProMeTheUs" (av Yankie)         | —                     |
| 2015 | "U" (av Primary)                 | 32                    |
| 2015 | "Fantastic" (med Mandy Ventrice) | —                     |
| 2017 | "Change" (med Wale)              | —                     |
| 2017 | "Gajah" (av Gaeko)               | —                     |